# Rue de Vaugirard
La calle de Vaugirard (en francés: la rue de Vaugirard) es una calle parisina que recorre los distritos seis y quince. Con sus 4360 metros es la calle más larga de París. Debe su nombre a una aldea llamada val Gérard, cercana a París y que en el siglo XIII tuvo un significativo desarrollo de la mano del abad de Saint-Germain, Gérard de Moret. El término val Gérard fue derivando hacia valgérard, Vaulgérard y finalmente el actual Vaugirard.

## Historia
Creada en el siglo XVI, la calle se correspondía con una carretera que partía de la muralla de Felipe Augusto y alcanzaba el pueblo de Vaugirard. Esta vía seguía una antigua calzada romana.

## Lugares de interés
Dada su longitud son numerosos los edificios destacados que se pueden encontrar en la misma:
- El hospital de Vaugirard
- El Instituto Pasteur
- El liceo Buffon
- La parte trasera del hospital Necker
- El Senado y el Jardín del Luxemburgo
- El liceo Saint-Louis
- La sede de la escuela nacional superior Louis-Lumière. Este edificio, catalogado como monumento histórico el 15 de junio de 1977, muestra un bajo relieve obra del escultor Aimé Millet realizado en 1850.